# Неуроектодерм
Неуроектодерм (или неурални ектодерм или епител неуралне цеви) се састоји од ћелија изведених из ектодерма. Формирање неуроектодермa је први корак у развоју нервног система. Неуроектодерм прима сигнале који инхибирају морфогенетске протеине костију од протеина као што је ногин, што доводи до развоја нервног система из овог ткива. Хистолошки, ове ћелије су класификоване као псеудостратификоване стубне ћелије.
Након регрутовања из ектодерма, неуроектодерм пролази кроз три фазе развоја: трансформацију у неуралну плочу, трансформацију у неурални жлеб (са припадајућим неуралним наборима) и трансформацију у неуралну цев. Након формирања цеви, мозак се формира у три дела; задњи мозак, средњи мозак и предњи мозак.
Типови неуроектодерма укључују:
Нервни гребен
- пигментне ћелије у кожи (меланоцити)
- ганглије аутономног нервног система (ганглион)
- ганглије дорзалног корена
- хрскавице лица
- аортикопулмонални септум срца и плућа у развоју
- цилијарно тело ока
- Срж надбубрежне жлезде

Нервна цев
- мозак (ромбенцефалон, мезенцефалон и прозенцефалон)
- кичмене мождине и моторни неурони
- мрежњаче
- постериорна хипофиза